# Sergej Rublevskij
Sergej Rublevskij (* 15. října 1983, Kurgan, Sovětský svaz) je ruský šachový velmistr.
Ze šachových olympiád si prozatím dokázal odvést čtyři zlaté týmové medaile a jednu bronzovou medaili za individuální výkon. V roce 2004 vyhrál prestižní Aeroflot Open a v roce 2005 se dokázal stát mistrem Ruska.